# STARD3NL
STARD3NL (англ. STARD3 N-terminal like) – білок, який кодується однойменним геном, розташованим у людей на короткому плечі 7-ї хромосоми. Довжина поліпептидного ланцюга білка становить 234 амінокислот, а молекулярна маса — 26 655.
| 10         |  | 20         |  | 30         |  | 40         |  | 50         |
| ---------- |  | ---------- |  | ---------- |  | ---------- |  | ---------- |
| MNHLPEDMEN |  | ALTGSQSSHA |  | SLRNIHSINP |  | TQLMARIESY |  | EGREKKGISD |
| VRRTFCLFVT |  | FDLLFVTLLW |  | IIELNVNGGI |  | ENTLEKEVMQ |  | YDYYSSYFDI |
| FLLAVFRFKV |  | LILAYAVCRL |  | RHWWAIALTT |  | AVTSAFLLAK |  | VILSKLFSQG |
| AFGYVLPIIS |  | FILAWIETWF |  | LDFKVLPQEA |  | EEENRLLIVQ |  | DASERAALIP |
| GGLSDGQFYS |  | PPESEAGSEE |  | AEEKQDSEKP |  | LLEL       |  |            |

A: Аланін

C: Цистеїн

D: Аспарагінова кислота

E: Глутамінова кислота

F: Фенілаланін

G: Гліцин

H: Гістидин

I: Ізолейцин

K: Лізин

L: Лейцин

M: Метіонін

N: Аспарагін

P: Пролін

Q: Глутамін

R: Аргінін

S: Серин

T: Треонін

V: Валін

W: Триптофан

Кодований геном білок за функцією належить до фосфопротеїнів. 
Задіяний у такому біологічному процесі, як ацетилювання. 
Локалізований у мембрані, ендосомах.